# Proglucagon
Le proglucagon est une protéine qui provient du clivage du préproglucagon. Chez l'homme, ce dernier est codé par le gène GCG,. 
Le proglucagon est un précurseur du glucagon et de plusieurs autres composants. Il est synthétisé dans les cellules alpha des îlots de Langerhans du pancréas et dans les cellules L (ou entéro-endocrines) intestinales de l'iléon distal et du côlon. Il est divisé en les composants suivants : 
- Glicentine
- Polypeptide pancréatique lié à la glicentine (GRPP)
- Oxyntomoduline (OXY ou OXM)
- Glucagon
- Peptide de type glucagon 1 ( GLP-1 )
- Peptide 2 de type glucagon ( GLP-2 )